# Advances in Nutrition
Advances in Nutrition (subtitulado: An International Review Journal) es una revista médica revisada por pares de periodicidad bimestral que publica artículos de revisión en el campo de la ciencia de la nutrición. Fue creado en 2010 y es publicado por la Sociedad Americana de Nutrición. La editora en jefe es Katherine Tucker (Universidad de Massachusetts Lowell). Según el Journal Citation Reports, la revista tiene un factor de impacto en 2017 de 6,853. 